# Victor Cojocaru
Victor Cojocaru (n. 1 mai 1959 în București, România) este un fost fundaș român de fotbal.

## Activitate
- Victoria București (1987-1989)
- Universitatea Craiova (1990-1991)
- Electroputere Craiova (1991-1992)
- Universitatea Craiova (1992-1995)